# Manuel Cobo
Manuel Cobo Vega (Ponferrada, León, 18 de junio de 1956) es un político y abogado español del Partido Popular (PP). Consejero en los gobiernos autonómicos de Alberto Ruiz-Gallardón en la Comunidad de Madrid, posteriormente, entre 2003 y 2011, fue vicealcalde del Ayuntamiento de Madrid; como tal, y tras la renuncia de Ruiz-Gallardón, desempeñó la alcaldía en funciones entre el 22 y el 27 de diciembre de 2011.

## Vida

### Primeros años
Nació el 18 de junio de 1956 en Ponferrada (provincia de León), hijo del empresario berciano Manuel Cobo Calleja, considerado un exponente del desarrollismo de la década de 1960 y promotor del Polígono industrial Cobo Calleja en Fuenlabrada.
Cobo, que se licenció en Derecho por la Universidad Complutense de Madrid (posteriormente cursó un máster en Administración de Empresas en ICADE), ejerció como abogado durante 9 años, entre 1980 y 1989.

### Política regional
Afiliado a Alianza Popular (AP) —después Partido Popular; PP— en 1985, fue incluido en el número 27 de la lista del PP para las elecciones a la Asamblea de Madrid de 1991 encabezada por Alberto Ruiz-Gallardón, de quien ha sido estrecho colaborador, hasta el punto de ser considerado «hijo político» de este. Elegido diputado de la iii legislatura del parlamento autonómico, desempeñó los cargos de secretario general y de portavoz en la comisión de Hacienda del Grupo Parlamentario Popular.
Tras las elecciones a la Asamblea de Madrid de 1995, Cobo pasó a ser portavoz del Grupo Parlamentario Popular en la Asamblea de Madrid. En 1999 fue nombrado como consejero de Presidencia del gobierno regional presidido por Ruiz-Gallardón, asumiendo posteriormente Cobo la Consejería de Hacienda entre 2000 y 2001.

### Política municipal en Madrid
Cobo acompañó a Ruiz-Gallardón en la candidatura del PP para las elecciones municipales de 2003 en Madrid. Elegido concejal, fue nombrado vicealcalde del Ayuntamiento de Madrid. En octubre de 2004 intentó presentarse como candidato a la presidencia del PP madrileño frente a Esperanza Aguirre, pero se retiró debido a que no logró los avales necesarios.
En octubre y noviembre de 2009, unas declaraciones suyas sobre Esperanza Aguirre y la presidencia de Caja Madrid en el diario El País desataron una crisis interna en el seno del Partido Popular que obligó a Mariano Rajoy, presidente del partido, a tomar cartas en el asunto para zanjar la disputa. El 4 de noviembre de 2009, Manuel Cobo fue suspendido de militancia por el Comité de Derechos y Garantías del Partido Popular.
El 27 de enero de 2010, el Partido Popular anunció que le suspendía de militancia durante un año.
El 30 de agosto de 2011, cuando se dirigía su casa de Pozuelo de Alarcón sufrió un grave accidente de moto que le dejó inconsciente tras perder el control de su scooter en el desvío entre la M-500 y la M-503 y salirse de la carretera.
El 22 de diciembre de 2011 asumió el puesto de alcalde de Madrid en funciones hasta la toma de posesión de Ana Botella, cinco días después. El día 29 anunció que se retiraba de la vida política tras la marcha de Alberto Ruiz-Gallardón al Ministerio de Justicia. Causó baja como concejal el 13 de enero de 2012. Rechazó el cargo de subsecretario de Justicia que Ruiz-Gallardión le propuso y abandonó la vicealcaldía y su acta de concejal para encargarse de la Coordinación de Gestión de IFEMA.

### Actividad posterior
En el XVI Congreso Nacional del PP, celebrado en Sevilla del 17 al 19 de febrero de 2012, Manuel Cobo fue elegido secretario ejecutivo de Política Local. Dicho nombramiento y entrada en el núcleo de la dirección de su organización política, se produjo a propuesta del presidente del Partido Popular y del Gobierno, Mariano Rajoy.
Designado en mayo de 2017 para presidir una oficina anticorrupción en el PP, Manuel Cobo renuncia dos semanas después de ser nombrado por motivos de salud. Tres años después, recibiría un doble trasplante de pulmón.
Tras varios años alejado de la política, fue elegido diputado por Madrid en las elecciones generales de 2023.